# Evan Sabara
Evan Michael Sabara (Torrance, 14 giugno 1992) è un attore statunitense.

## Biografia
Nato a Torrance (California) da una famiglia ebraica di origini russe e tedesche, Evan è il fratello gemello dell'attore Daryl Sabara. Sabara è apparso nella trilogia cinematografica Spy Kids, oltre che in film e telefilm di grande successo quali E.R. - Medici in prima linea, Giudice Amy, Malcolm.
Meno conosciuto del fratello Daryl, ha avuto modo di farsi apprezzare dalla critica ottenendo anche lui prestigiosi riconoscimenti quali una vittoria per quanto riguarda gli Special Awards, nell'anno 2005.

## Filmografia parziale

### Cinema
- Spy Kids (2001)
- Spy Kids - Missione 3D: Game Over (Spy Kids 3-D: Game Over) (2003)
- Alla ricerca di Nemo (Finding Nemo) (2003) - voce
- Quando meno te lo aspetti (Raising Helen) (2004)

### Televisione
- E.R. - Medici in prima linea (ER), episodio "In maschera" (Masquerade) (1998)
- A Natale tutto è possibile (A Season for Miracles), regia di Michael Pressman – film TV (1999)
- Malcolm (Malcolm in the Middle), episodio "In Visita Al College" ("Malcolm visits College") (2004)
- Malcolm (Malcolm in the Middle), episodio "Il ballo alternativo" ("Morp") (2006)